# Karl-Otto Marquardt
Karl-Otto „Camping“ Marquardt (* 14. März 1937 in Oberhausen; † 12. September 2016 ebenda) war ein deutscher Fußballspieler. Der Stürmer hat von 1957 bis 1963 in der damals erstklassigen Fußball-Oberliga West in 162 Ligaeinsätzen 56 Tore für seinen Verein Rot-Weiß Oberhausen erzielt. Für den DFB lief der Flügelstürmer in zwei Länderspielen der U-23-Nationalelf in den Jahren 1958 und 1959 auf.

## Karriere
Karl-Otto Marquardt gab am 4. Mai 1955 in einem Freundschaftsspiel gegen Schalke 04 sein Debüt im Sturm von Rot-Weiß Oberhausen und erzielte dabei eine Vorlage und ein Tor. In den folgenden zehn Jahren erzielte er bis zum Ende der Saison 1964/65 in 234 Meisterschaftsspielen 82 oder 83 Tore. Damit ist er nach Lothar Kobluhn der erfolgreichste Torschütze von Rot-Weiß Oberhausen.
Die erste Ligaerfahrung im Seniorenfußball sammelte der torgefährliche Angreifer am Flügel in der Saison 1955/56 in der 2. Liga West. RWO belegte den 8. Rang und Marquardt hatte in seiner Debütsaison an der Seite der Feldkamp-Brüder Friedel und Karl-Heinz sowie des langgedienten Spielmachers Werner Günther in 29 Einsätzen sechs Tore erzielt. Bereits in seinem zweiten Seniorenjahr, 1956/57, erlebte er mit der Vizemeisterschaft den Aufstieg mit RWO in die Oberliga West. Gemeinsam mit Mannschaftskollege Willi Demski führte er jetzt die Torschützenliste der Mannschaft von Trainer Werner Stahl mit 18 Treffern an. Er startete auch mit 30 Spielen und 14 Toren erfolgreich 1957/58 in die Oberliga West und wurde bereits am 23. September 1958 erstmals in die U-23-Juniorennationalmannschaft des DFB berufen. Er stürmte dabei in Kiel beim Freundschaftsländerspiel gegen Dänemark (0:0) und bildete mit Halbstürmer Klaus Hänel von Werder Bremen den rechten Flügel. Am 20. Mai 1959 bestritt der RWO-Angreifer seinen zweiten U-23-Einsatz, jetzt in Krakau beim Länderspiel gegen Polen (4:2), wobei er mit Gert Dörfel vom Hamburger SV die deutsche Flügelzange bildete. Als die „Kleeblatt-Elf“ vom Niederrheinstadion in den Runden 1960/61 und 1961/62 sich mit einem 4. und 3. Rang weit nach oben in der Tabelle spielen konnte, gehörte Marquardt mit 20 Treffern weiterhin zu den Leistungsträgern des Teams von Präsident Peter Maaßen. 
Ausgerechnet in der letzten und entscheidenden Runde der Oberliga West, 1962/63, sie war maßgeblich entscheidend für die Bundesliganominierung, brach die Elf um Torhüter Helmut Traska, Hans Barwenzik, Friedhelm Kobluhn, Hans Siemensmeyer und „Camping“ Marquardt völlig ein. Mit 29:31 Punkten wurde lediglich der 10. Platz erreicht und damit wurde Oberhausen nicht für die neu installierte Fußball-Bundesliga nominiert. Nach insgesamt 162 Oberligaspielen mit 56 Toren war für Marquardt die Ära der alten Oberliga West im Sommer 1963 beendet und er spielte mit RWO ab 1963/64 in der zweitklassigen Fußball-Regionalliga West. Da brachte aber der 5:2-Auswärtserfolg am 22. September 1963 an der Hafenstraße bei Rot-Weiss Essen für den Angreifer einen Schlag ins Kontor: In der 70. Minute erlitt er einen Schienbeinbruch. Der stärkste RWO-Stürmer der letzten Jahre fehlte seinen Kleeblättern für den Rest der noch jungen Saison sehr. Auch in seiner zweiten Regionalligasaison, 1964/65, hatte er noch unter den Verletzungsfolgen zu leiden und konnte in elf Einsätzen lediglich einen Treffer erzielen und wechselte deshalb zur Saison 1965/66 zum Regionalligaaufsteiger VfB Bottrop. Beim VfB gehörte er wieder der Stammbesetzung an, stieg aber mit dem Aufsteiger sofort wieder ab, kehrte nach der Niederrheinmeisterschaft 1966/67 über die Aufstiegsrunde in die Regionalliga West zurück und stieg nach der Saison 1967/68 erneut mit Bottrop wieder ab. Er hatte in zwei Runden für Bottrop in 62 Regionalligaeinsätzen elf Tore erzielt. 
Nach der Saison 1966/67 beendete er seine aktive Karriere.

## Sonstiges
Nach seiner aktiven Laufbahn engagierte Marquardt sich als unter anderem als Mannschaftsbetreuer bei Rot-Weiß Oberhausen. Sein Sohn Carsten Marquardt spielt von 1995 bis 1999 ebenfalls in der ersten Mannschaft des SC Rot-Weiß Oberhausen. Karl-Otto Marquardt wurde auf dem St. Josef-Pfarrfriedhof in Oberhausen-Styrum beigesetzt.